# Poliezei
Poliezei (Originaltitel: Polisse) ist ein französisches Filmdrama aus dem Jahr 2011. Der Film wurde von Maïwenn inszeniert, die zusammen mit Emmanuelle Bercot auch das Drehbuch schrieb und eine Hauptrolle selbst spielte. Der Film thematisiert die Arbeit der Pariser Polizei in der Abteilung für Jugendschutz (Brigade de Protection des Mineurs). Die ungewöhnliche Schreibweise geht auf einen orthographischen Fehler des Sohnes der Regisseurin beim Schreiben des Wortes police zurück. Diese Abweichung wurde sinngemäß auch in den deutschen Titel übernommen.

## Handlung
Die Fotografin Mélissa, die in einer offenen Beziehung mit dem Vater ihrer Zwillingstöchter lebt, wird von der Jugendschutzabteilung der Pariser Polizei beauftragt, die Einsätze der Polizei zu dokumentieren, um sie für PR-Zwecke in einem idealen Licht darzustellen. Die Polizeiarbeit bei Einsätzen wegen Kindesmissbrauchs ist oft bestürzend und frustrierend. Mehrere Polizisten haben erhebliche Probleme in ihren privaten Beziehungen, die zu ständiger Gereiztheit unter den Kollegen führen. Gelegentlich lassen die Polizisten den Frust aneinander aus oder feiern abends zusammen. Auch kommt es zu Misshandlungen an Tatverdächtigen, die aber von den Kollegen gedeckt werden. Einigen gelingt es nicht, die bedrückenden Erlebnisse rund um Vergewaltigungen und Pädophilie zu verarbeiten. Die magersüchtige Polizistin Iris, die mit der Kollegin Nadine befreundet ist, zerstört ihre eigene Beziehung und ist froh, als Nadine sich von ihrem Mann scheiden lässt. Mélissa verliebt sich in den Polizisten Fred und beide beginnen eine Beziehung. Fred leidet unter dem sozialen Elend, dessen Zeuge er täglich wird.
Im Zusammenhang mit einem Sondereinsatz gegen Personen der organisierten Kriminalität wird einer der Kollegen verletzt. Der bei Nadine angestaute Frust über ihre Scheidung und das verlorene Sorgerecht führt zu einem emotionalen Ausbruch gegen Iris, der sie vorwirft, ihre Ehe zerstört zu haben. Der unbeliebte Chef beschließt daraufhin, die beiden in verschiedene Abteilungen zu versetzen. Nach den Sommerferien kommt es zu einer großen Besprechung, in der der Chef die Beförderung und Versetzung von Iris verkündet. Diese wird von den Kollegen im Wesentlichen ignoriert und Iris begeht Selbstmord, indem sie aus dem Fenster des Besprechungssaals springt.

## Kritiken
„Der spannende Kriminalfilm liefert eine Fülle aussagekräftiger Porträts von Figuren, die auf diese Herausforderungen sehr unterschiedlich reagieren, und verdichtet sich zur sperrigen Bestandsaufnahme eines Berufsstandes, aber auch der Schattenseiten der Metropole Paris.“

„Zu den unglaublichsten Szenen dieses an Unglaublichem reichen Film gehört eine Karaoke-Party der Polizisten nach Feierabend. […] So hält Maïwenn ihr Ensemble bei Laune und den Zuschauer bei der Stange. ‚Poliezei‘ besitzt bei all dem Hässlichen, von dem der Film zu berichten hat, eine Schönheit, die aus seinem Streben nach Wahrhaftigkeit stammt.“

„‚Polisse‘ ist ein überaus zwiespältiger Film: ärgerlich in seiner Distanzlosigkeit, aber auch faszinierend wegen seines herausragenden Schauspielerensembles.“

## Hintergrund
Aus über 150 Stunden Rohmaterial, von mehreren Kameras aufgezeichnet, wurde der Film zusammengeschnitten. Trotz eines Drehbuchs sind mehrere Szenen improvisiert.
Weltpremiere war am 13. Mai 2011 bei den Internationalen Filmfestspielen von Cannes. In Deutschland lief der Film am 27. Oktober 2011 in den Kinos an.

## Auszeichnungen
César 2012
- Bester Schnitt  („Meilleur montage“) Laure Gardette und Yann Dedet
- Beste Nachwuchsdarstellerin  („Meilleur espoir féminin“) Naidra Ayadi
- Nominierung: Bester Film („Meilleur film“) Maïwenn
- Nominierung: Beste Regie („Meilleur réalisateur“) Maïwenn
- Nominierung: Beste Hauptdarstellerin („Meilleure actrice“) Karin Viard
- Nominierung: Beste Hauptdarstellerin Marina Foïs („Meilleure actrice“)
- Nominierung: Beste Nebendarstellerin („Meilleure actrice dans un second rôle“) Karole Rocher
- Nominierung: Bester Nebendarsteller („Meilleur acteur dans un second rôle“) Nicolas Duvauchelle
- Nominierung: Bester Nebendarsteller („Meilleur acteur dans un second rôle“) Joeystarr
- Nominierung: Bester Nebendarsteller („Meilleur acteur dans un second rôle“) Frédéric Pierrot
- Nominierung: Beste Kamera („Meilleure photographie“) Pierre Aïm
- Nominierung: Bestes Original-Drehbuch („Meilleur scénario original“) Maïwenn und Emmanuelle Bercot
- Nominierung: Bester Ton („Meilleur son“) Nicolas Provost, Rym Debbarh-Mounir und Emmanuel Croset

Beim Filmfest in Cannes gewann er den Preis der Jury und bei dem von der französischen Auslandspresse vergebenen Prix Lumières wurde Maïwenn für die beste Regie ausgezeichnet.